# Партия на автентичността и модерността
Партията на автентичността и модерността (на арабски: حزب الأصالة والحداثة) е дясноцентристка консервативна политическа партия в Мароко.
Създадена е през 2008 година от Фуад Али ел-Химма, близък приятел и сътрудник на крал Мохамед VI, като в нея се вливат няколко по-малки партии.
На парламентарните избори през 2011 година Партията на автентичността и модерността остава на четвърто място с 47 места в Събранието на представителите. През 2016 година партията е втора с 26% от гласовете и 102 от 395 депутатски места.